# The Emancipation of Mimi
The Emancipation of Mimi je desáté studiové album americké zpěvačky Mariah Carey, které vyšlo v roce 2005. Deska vrátila Američanku zpět na hudební výsluní a přinesla ji řadu ocenění včetně ceny Grammy pro nejlepší R&B desku.
Z alba byl vydán i úspěšný singl We Belong Together, který vedl prestižní americkou hitparádu Billboard Hot 100 čtrnáct týdnů.

## Seznam písní
1. It's like That – 3:23
2. We Belong Together – 3:21
3. Shake It Off – 3:52
4. Mine Again – 4:01
5. Say Somethin' – 3:44
6. Stay the Night – 3:57
7. Get Your Number – 3:15
8. One and Only – 3:14
9. Circles – 3:30
10. Your Girl – 2:46
11. I Wish You Knew – 3:34
12. To the Floor – 3:27
13. Joy Ride – 4:03
14. Fly Like a Bird – 3:53

## Umístění
| Hitparáda      | Umístění |
| -------------- | -------- |
| USA            | 1        |
| Svět           | 1        |
| Kanada         | 2        |
| Dánsko         | 2        |
| Japonsko       | 2        |
| Evropa         | 4        |
| Francie        | 4        |
| Austrálie      | 6        |
| Velká Británie | 7        |
| Nizozemsko     | 8        |
| Švýcarsko      | 9        |
| Nový Zéland    | 12       |
| Německo        | 14       |
| Itálie         | 15       |
| Irsko          | 18       |
| Rakousko       | 19       |
| Portugalsko    | 25       |
| Belgie         | 31       |
| Švédsko        | 32       |